# Santuário de Nossa Senhora de Caravaggio (Farroupilha)

O atual Santuário de Caravaggio em Farroupilha (Rio Grande do Sul) foi construído na década de 1960. Ele substitui o antigo santuário e a capela construída em 1879. Possui uma das romarias mais tradicionais do Brasil, sendo que 2007 realizou sua 128ª edição reunindo mais de 280 mil pessoas. A Romaria de 2007, assim como as anteriores sempre foi prestigiado pelos governadores do estado do Rio Grande do Sul. Em 2007 a Romaria contou com a presença da governadora Yeda Crusius e do ex-governador Germano Rigotto.
Todo o mês de maio é tomado por romarias em Farroupilha. No primeiro final de semana ocorre a romaria dos ciclistas. No segundo final de semana de maio ocorre a Cavalgada da Fé, organizada pelos cavalarianos. No terceiro final de semana é a vez dos motoqueiros expressarem sua fé. E no final de semana de 26 de maio ocorre a Romaria a pé, evento que reúne em média, acima de 250 mil pessoas. Em 2006, pela lei 12.478, o santuário foi declarado  Patrimônio Histórico e Cultural do Estado.

## A Matriz antiga

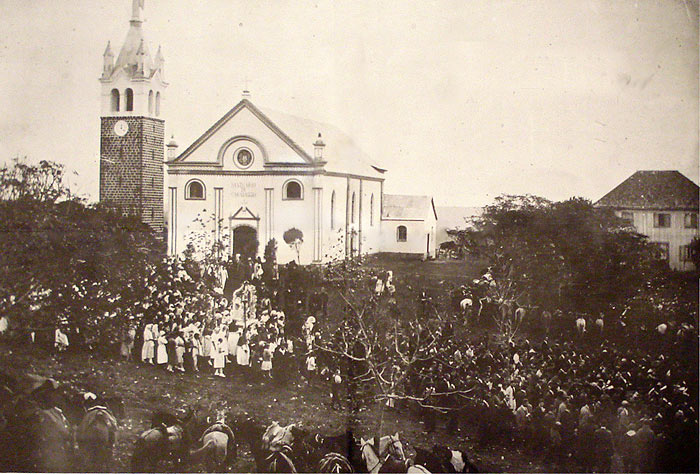
A Capela no início do século XX.

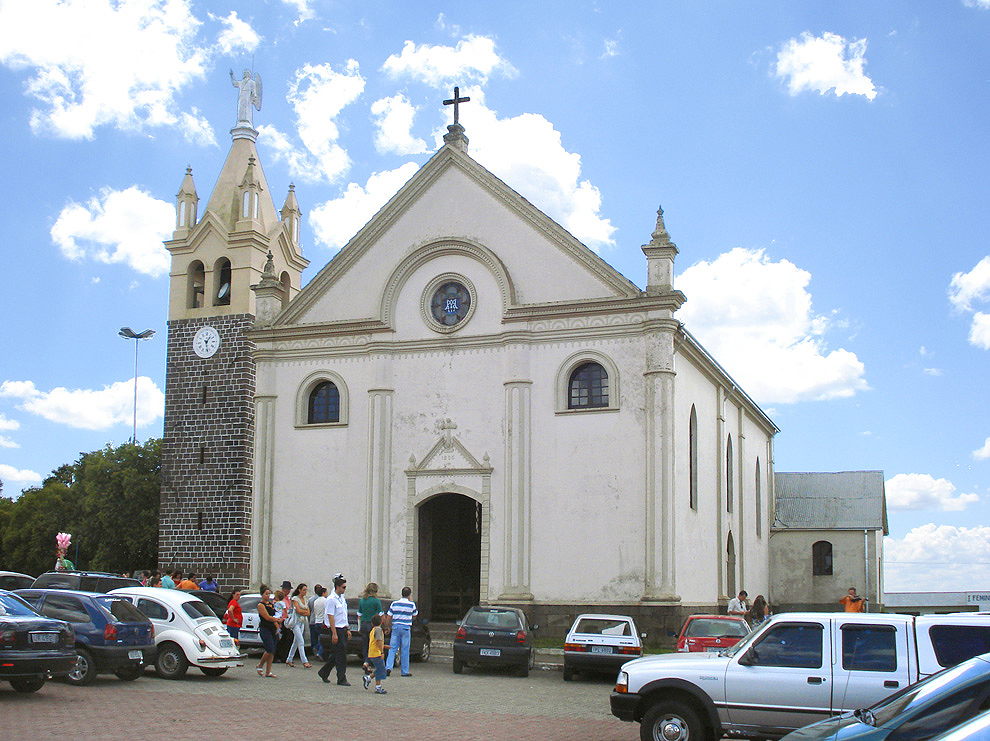
A Capela em 2008

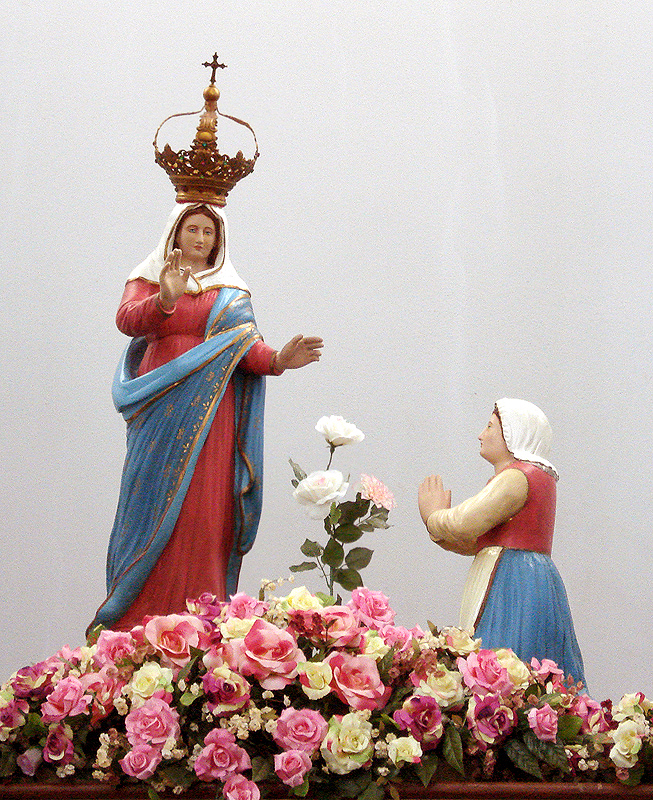
A antiga imagem da Senhora de Caravaggio e a vidente Joaneta, obra de Pietro Stangherlin, entronizada no santuário novo

O antigo Santuário de Nossa Senhora de Caravaggio é uma pequena igreja do complexo do santuário de Farroupilha, e foi o centro da devoção a Nossa Senhora de Caravaggio no estado até a década de 1960, quando sua função de Matriz foi assumida pela nova construção que hoje se ergue ao lado.
A velha Matriz, ou Capela dos Ex-votos, como é mais conhecida atualmente, é uma das mais antigas e importantes relíquias arquitetônicas e artísticas de caráter sacro dos primórdios da imigração italiana no Rio Grande do Sul. Apesar de necessitar de reparos, sua configuração exterior se encontra ainda praticamente intacta, sobrevivendo a uma onda de demolições, reformas e modernizações irrefletidas que fez desaparecer ou desfigurou diversos templos das colônias italianas no nordeste do estado e que ainda hoje é uma ameaça para boa parte do patrimônio histórico e artístico não só no estado, mas no Brasil todo. Seu interior tem preciosos altares neogóticos em madeira entalhada, e uma série de estátuas do século XIX, além de abrigar uma grande coleção de ex-votos. Contudo, entre 2005 e 2012 foi realizada uma intervenção, aos cuidados de Marinês Gallon, que inexplicavelmente cobriu as pinturas murais originais do interior, de autoria de Antônio Cremonese, com uma camada de repintura, a despeito de ser edificação tombada pelo IPHAE e declarada patrimônio histórico e cultural do estado.

## Temas das últimas romarias em Farroupilha
- 2019 - 140ª Romaria - "Com Maria, a Mãe de Jesus, por uma cultura do encontro"
- 2018 - 139ª Romaria -
- 2017 - 138ª Romaria -
- 2016 - 137ª Romaria - "Mãe de Misericórdia: vida, doçura e esperança nossa, salve!"
- 2015 - 136ª Romaria - "Não Tenhais Medo, Anunciai a Paz!"
- 2014 - 135ª Romaria - "Nossa Senhora de Caravaggio, ajudai-nos a caminhar na liberdade e na dignidade dos filhos e filhas de Deus!"
- 2013 - 134ª Romaria -
- 2012 - 133ª Romaria - "Maria Ensina-nos a Cuidar da Saúde, que é um dos maiores dons de Deus!"
- 2011 - 132ª Romaria - "Maria, ajuda-nos a cuidar da criação!"
- 2010 - 131ª Romaria - "Ó Maria, orientai-nos à solidariedade!"
- 2009 - 130ª Romaria - "Com Maria, semeando a Paz para colher a Segurança!"
- 2008 - 129ª Romaria - "Ó Senhora, acompanhai-nos nesta vida!"
- 2007 - 128ª Romaria - "Maria Discípula e Missionária de Jesus!"
- 2006 - 127ª Romaria - "Porque Deus é tão bom, nos deu uma Mãe!"
- 2005 - 126ª Romaria - "Jesus, Pão da Vida! Maria, Servidora da Eucaristia!"
- 2004 - 125ª Romaria - "A fé em evidência" - Ano de gravação do filme de Nossa Senhora de Caravaggio

## Monumento

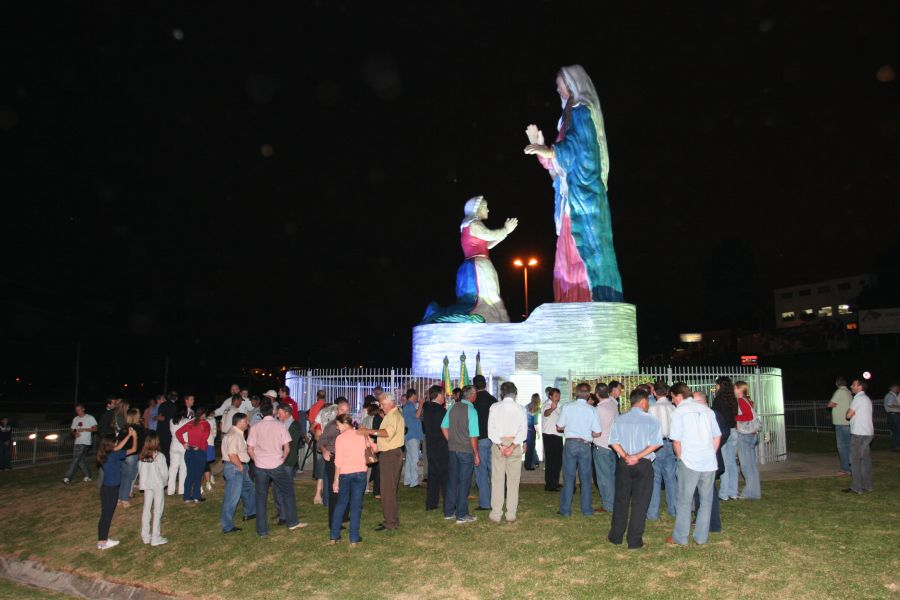
Pórtico Monumento Nossa Senhora de Caravaggio no dia de sua inauguração, em Farroupilha-RS.

No ano de 2008 inaugurou-se em Farroupilha um monumento em homenagem à Nossa Senhora de Caravaggio. O monumento conta com a estátua de Nossa Senhora de Caravaggio que tem sete metros de altura e da camponesa Joaneta Varoli que tem 3,8 metros de altura. As duas estão em um pedestal de 4 metros de altura e apontaram para a Rodovia dos Romeiros, estrada que leva ao Santuário de Caravaggio em Farroupilha. As estátuas foram construídas pelo artista Ronaldo Chiaradia e são confeccionadas em resina e fibra de vidro. O monumento foi inaugurado no dia 28 de março de 2008 e fica localizado na RST 453 que liga Caxias do Sul a Bento Gonçalves.